# Saison 1983-1984 du Football Club de Mulhouse
La saison 1983-1984 du Football Club de Mulhouse, ou FC Mulhouse, a vu le club participer au groupe B du Championnat de France de football D2 1983-1984, dont ils terminent à la 7e place.

## Résumé de la saison
Arrivée de Gérard Banide(entraîneur général) et de Georges Prost (entraîneur Centre de Formation). Six, Kist, Desrousseaux et Bernardet arrivent au club, mais l'amalgame ne se fait pas. Le FC Mulhouse termine 7e à 15 points du champion, le FC Tours.
Le championnat raté est compensé par un formidable parcours en Coupe de France; ce fut certainement l'un des parcours les plus extraordinaires du FCM. Après avoir éliminé le tenant de la Coupe le Paris Saint Germain en 32e (1-0) au Stade de la Meinau. Ensuite en 8e de finale ce furent cette fois les Girondins de Bordeaux, futur Champion de France la même année, qui après avoir été battus à Bordeaux 1-0 ne purent faire mieux que 2-2 au Stade de l'Ill et ainsi à leur tour connaissant l'élimination. Cette aventure se finit en quarts de finale contre le Football Club de Nantes. Les Nantais dictant d'abord leur loi 2-0 à La Beaujoire mais tremblant au match retour pour leur qualification à Mulhouse, puisque le FCM gagna 3-2. Tous ces matchs eurent comme héros Didier Six.

## Classement final
| Place | Club                          | Points | Joués | Victoires | Nuls | Défaites | Buts pour | Buts contre | Différence |
| ----- | ----------------------------- | ------ | ----- | --------- | ---- | -------- | --------- | ----------- | ---------- |
| 1     | Football Club de Tours        | 53     | 34    | 24        | 5    | 5        | 80        | 30          | +50        |
| 2     | RC Paris                      | 52     | 34    | 24        | 4    | 6        | 91        | 26          | +65        |
| 3     | Le Havre AC                   | 47     | 34    | 18        | 11   | 5        | 57        | 29          | +28        |
| 4     | Stade de Reims                | 45     | 34    | 20        | 5    | 9        | 68        | 40          | +28        |
| 5     | Valenciennes FC               | 41     | 34    | 17        | 7    | 10       | 45        | 39          | +6         |
| 6     | US Orléans                    | 39     | 34    | 14        | 11   | 9        | 39        | 32          | +7         |
| 7     | FC Mulhouse                   | 38     | 34    | 15        | 8    | 11       | 60        | 42          | +18        |
| 8     | EA Guingamp                   | 38     | 34    | 14        | 10   | 10       | 52        | 45          | +7         |
| 9     | Stade Français 92             | 33     | 34    | 10        | 13   | 11       | 36        | 37          | -1         |
| 10    | La Bérichonne de Chateauroux  | 31     | 34    | 12        | 7    | 15       | 41        | 64          | -25        |
| 11    | CS Sedan-Ardennes             | 30     | 34    | 11        | 8    | 15       | 29        | 42          | -13        |
| 12    | Sporting Club Abbeville       | 28     | 34    | 8         | 12   | 14       | 33        | 46          | -13        |
| 13    | USL Dunkerque                 | 27     | 34    | 9         | 9    | 16       | 22        | 51          | -29        |
| 14    | SCO Angers                    | 26     | 34    | 9         | 8    | 17       | 33        | 49          | -16        |
| 15    | Stade Quimpérois              | 26     | 34    | 7         | 12   | 15       | 28        | 48          | -20        |
| 16    | Association Sportive Red Star | 26     | 34    | 9         | 8    | 17       | 30        | 52          | -22        |
| 17    | Entente Montceau              | 17     | 34    | 3         | 11   | 20       | 22        | 51          | -29        |
| 18    | Roubaix Football              | 15     | 34    | 3         | 9    | 22       | 20        | 63          | -43        |

 Victoire à 2 points